# Honson Chin
Honson Chin (* 12. Januar 1956) ist ein ehemaliger jamaikanischer Radrennfahrer.

## Sportliche Laufbahn
Chin war Bahnradsportler und Teilnehmer der Olympischen Sommerspiele 1972 in München. Im Sprint schied er in den Vorläufen aus. Im Tandemrennen schied er mit seinem Partner Howard Fenton im Vorlauf gegen Ivan Kučírek und Vladimír Popelka aus der Tschechoslowakei aus.